# Reinaldo I de Güeldres

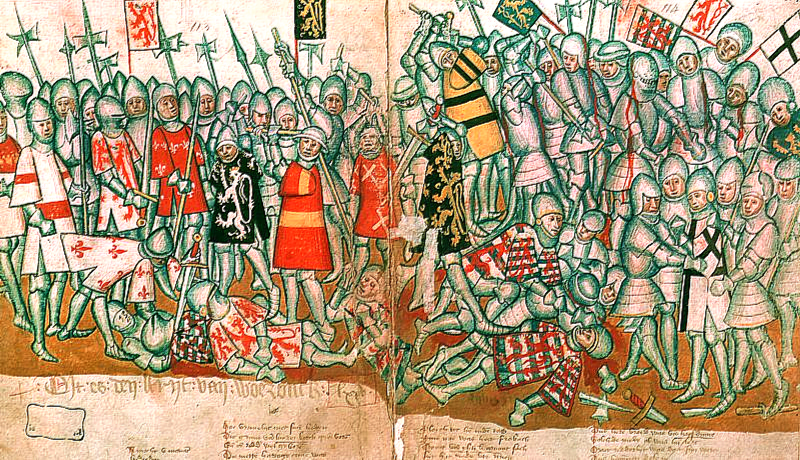
Batalla de Worringen, iluminación de la crónica "Brabantsche Yeesten", de Jan Van Boendaele, hacia 1316-1350.

Reinaldo I de Güeldres, llamado el Guerreador (circa 1255 – 1326), conde de Güeldres y de Zutphen de 1271 a 1326, fue duque de Limburgo de 1279 a 1288, por su matrimonio con Ermengarda, duquesa de Limburgo, perdiendo el ducado tras una guerra de sucesión que acabó colocando a este ducado en la órbita del ducado de Brabante.

## Historia
Hijo de Otón II, conde de Güeldres y de Zutphen, y de Philippa de Dammartin, sucedió a su padre en enero de 1271. En 1276 contrajo matrimonio con Ermengarda, duquesa de Limburgo, hija de Waleran IV de Limburgo y de Judith de Clèves. En 1279 Ermengarda heredó el condado y poco más tarde murió sin descendencia. Reinaldo obtuvo del emperador Rodolfo I de Habsburgo el derecho a permanecer al frente del ducado en calidad de usufructo, pero Adolfo V de Berg, primo hermano de Ermengarda, reclamó la sucesión a la que, conforme a las leyes del país, tenía derecho, al descender por línea directa de Enrique IV de Limburgo. 

### Guerra de sucesión de Limburgo
No sintiéndose bastante fuerte para hacer valer sus pretensiones por las armas, Adolfo se declaró vasallo del duque de Brabante y posteriormente vendió sus derechos a Juan I. En 1283 estalló la guerra entre Reinaldo de Güeldres y sus aliados, las familias de Limburgo y Luxemburgo, con el arzobispo de Colonia, Sigfrido II von Westerburg, frente a Juan I de Brabante y sus partidarios. La guerra terminó con la derrota de Worringen, el 5 de junio de 1288, en la que el propio Reinaldo fue hecho prisionero por Godofredo de Brabante, hermano de Juan, y hubo de renunciar al ducado el 15 de octubre de 1289, tras permanecer un año cautivo en Lovaina. 

### Últimos años
Casó en segundas nupcias el 3 de julio de 1286 con Margarita de Flandes, hija de Guido de Dampierre, conde de Flandes, y de Isabel de Luxemburgo, convirtiéndose así en cuñado de su rival brabanzón. De este matrimonio nació Reinaldo II, su sucesor al frente del ducado de Güeldres.
Empeñado con los condes de Flandes y trastornado por la derrota de Worringen y las tierras que había perdido, se entregó a la piedad, dando muestras de locura. Se formó entonces dentro de sus dominios un partido de descontentos, encabezado por su propio hijo, que derivó en guerra abierta en 1316. La guerra concluyó dos años más tarde por la mediación del conde Guillermo de Henao, poniendo al joven Reinaldo al frente de la administración del ducado. Finalmente, ante el agravamiento de su enfermedad, fue recluido en el castillo de Montfort, cercano a Ruremonde, donde falleció el 9 de octubre de 1326.